# Federico García Lorca
Federico García Lorca (selo Fuente Vaqueros kod Granade, Španjolska, 5. lipnja 1898. – Granada, 19. kolovoza 1936.), španjolski pjesnik i dramatičar. 
Njegov život i djela obilježila su vrijeme prije i nakon Španjolskoga građanskog rata. Putovao je po Španjolskoj i Americi, živeći i pišući djela koja su prevedena na desetke jezika, a njegovo je ime poznato po cijelom svijetu. 

## Životopis
Federico García Lorca bio je španjolski pjesnik i dramatičar rođen 5. lipnja 1898. u selu Fuente Vaqueros pored Granade. Sin je imućnog andaluzijskog veleposjednika i ne odveć uspješan đak. Godine 1909. s roditeljima se seli u Granadu. Godine 1919. radi studiranja književnosti i prava odlazi u Madrid, gdje se upoznaje i druži s mnogim tadašnjim španjolskim intelektualcima. Ondje upoznaje umjetnike i buduće prijatelje Luisa Buñuela i Salvadora Dalíja. Glazbu je učio kod Manuela de Falle, koji mu je usadio ljubav prema narodnoj pjesmi i usmjerio ga ka skupljanju narodnoga blaga. U Madridu se upoznaje s aktualnim europskim i svjetskim zbivanjima i problemima. Krajem dvadesetih godina postaje depresivan ponajviše zbog neprihvaćanja okoline i prijatelja njegove homoseksualne orijentacije. Buñuel i Dalí zajedno surađuju na filmu “Andaluzijski pas”, koji je Lorca protumačio kao osobni napad na sebe. Uvidjevši problem, roditelji ga šalju na put po Americi. Od 1929. do 1930. boravi u SAD-u, ponajviše u New Yorku, a posjetio je i Kubu. Nakon toga se vraća u novoproglašenu Republiku Španjolsku. Na poziv svoga granadskog profesora, socijalista F. de los Ríosa, prihvaća posao direktora i umjetničkog animatora studentskog putujućeg kazališta "La Barraca", s kojim je obišao sve krajeve Španjolske, od najbogatijih do najzabačenijih. Pomoću kazališta je prikazivao djela španjolske klasike i provodio ideju o društvenoj ulozi kazališta. Za vrijeme izbijanja građanskog rata Lorca se zatekao u Viznaru u Granadi. Dana 19. kolovoza 1936. fašistički su ga vojnici ulovili i ubili, a tijelo su mu bacili u neobilježen grob. Francova je vlada pokušala uništiti spomen na Lorcu tako što je uništila sva njegova djela, a spominjanje njegova imena bilo je zabranjeno. Budući da je bio među prvim i najslavnijim žrtvama Španjolskoga građanskog rata, Lorca je ubrzo postao simbol žrtve političke represije i fašističke tiranije.

## Pjesničko stvaralaštvo
Prvu zbirku pjesama “Dojmovi i krajolici” (Impresiones y paisajes) izdaje 1918. Napisana je u tradicionalnom stilu deskriptivnog realizma. Iako je romantično raspjevana, tugaljiva i impresionistička, njegova sljedeća zbirka “Knjiga pjesama” (Libro de poemas) počinje odražavati odlike Lorcine poezije: dubok osjećaj za krajolik i rodnu zemlju, senzibilnost, smisao za glazbu stiha, slikovitost, inventivnost metafora, a glavni je motiv smrt. Nakon toga, 1927. godine, slijedi zbirka “Pjesme” (Canciones), koja obuhvaća sve njegove stihove nastale 1921. – 1924. Njegova najpoznatija zbirka “Ciganski romancero” (Romancero gitano) izlazi 1928., a do 1936. izlazi u čak šest izdanja. Navedena zbirka sadrži osamnaest romansi o andaluzijskim Romima, o njihovim iskonskim strastima, vjerovanjima i slijepom predavanju sudbini. Ona sjedinjuje lirske, dramske i narodne elemente pjesničkog izraza. U zbirci “Spjev dubokog pjeva” (Poema del cante jondo, 1931.) spojio je iskustvo modernog pjesnika i andaluzijske narodne pjesme. Kompozicijski male pjesme ne poštuju stroge metričke i strukturalne zakone teksta andaluzijske narodne pjesme, ali zato odaje pjesnički doživljenu dušu Andaluzije kroz slike i simbolike u kojima izražava duboke i bolne patnje. Njegova sljedeća zbirka nastaje za vrijeme pjesnikova boravka u SAD-u. “Pjesnik u New Yorku” (Poeta en Nueva York) izdan je postumno 1940. u Meksiku. One su nadrealistički pjesnikov doživljaj Amerike kao kaosa moderne civilizacije bez imalo čovječnosti u sebi. Piše i elegije: “Tužaljka za Ignacijom Sánchezom Mejíasom” (Llanto por la muerte de Ignacio Sánchez Mejías, 1935.), napisana povodom smrti njegova prijatelja toreadora, i “Šest galjeških pjesama” (Seis poemas galegos, 1935.), pisane na galicijskom dijalektu. Piše i zbirku gazela i kasida “Tamaritski ciklus” (Diván del Tamarit, 1936.).

## Dramsko stvaralaštvo
Lorca je veliku pozornost posvetio i dramskom stvaralaštvu, ponajviše nakon povratka iz Amerike. Njegovo je prvo dramsko djelo “Urok leptirice” (El maleficio de la mariposa, 1920.), u kojoj na ironičan način obrađuje temu neprihvatljive ljubavi. Premijerno je izvedeno u madridskom kazalištu "Eslava", no doživljava neuspjeh. Potom slijedi pučka romansa o legendarnoj granadskoj junakinji “Mariana Pineda”, koja je premijerno izvedena u Barceloni 1927. Zatim slijedi farsa “Čudesna obućarka” (La zapatera prodigiosa, 1930.) i “Amor de don Perlimplín con Belisa en su jardín” 1931. Piše i tekst za kazalište lutaka “Don Cristóbalovo malo kazalište” (Retablillo de Don Cristóbal, 1928.) i romantičnu komediju “Gospojica Rosita, usidjelica ili Jezik cvijeća” (Doña Rosita la soltera o El lenguaje de las flores, 1935.). Lorca je najsnažniji dramski pjesnik ljudske strasti i patnje, neposredan je i slikovit. Glavni su likovi u njegovim tragedijama žene, njihova ljubav, materinstvo i opterećenost društvenih i religijskih predrasuda. Njegove su najpoznatije drame “Krvavi svatovi” (Bodas de sangre, 1933.), koje je jedno od najsnažnijih djela svjetskog kazališta, a govori o strasti, suparništvu, ubojstvu i nagonima. Zatim slijede “Jalovica” (Yerma, 1934.), koja obrađuje mučnu sudbinu neplodne žene, i “Dom Bernarde Albe” (La casa de Bernarda Alba, 1936.), drama o majci koja svojih pet kćeri željnih života drži zatvorene u mračnoj, dosadnoj kući. Od drama je još napisao “Kada prođe pet godina” (Así que pasen cinco años, 1931.),”Publika” (El público, 1930. – 1936.), “Drama bez naslova” (Comedia sin título, 1936.). Napisao je i scenarij za film “Put na mjesec” (Viaje a la luna). 
Garcia Lorca najugledniji je španjolski pjesnik 20. stoljeća, koji je spontanim stvaraličkim nagonom sjedinio tradicionalne vrijednosti španjolske književnosti, narodne baštine i moderne književnosti.
Čileanski pjesnik i književni povjesničar hrvatskoga podrijetla Roque Esteban Scarpa o njegovu je radu 1935. godine napisao studiju Dos poetas españoles: Federico García Lorca, Rafael Alberti.

## Vanjske poveznice
- Poets.org